# Louis Ier de Chiny
Pour les articles homonymes, voir Louis Ier.
Louis Ier de Chiny, né vers 970 et mort le 28 septembre 1025, fut comte de Chiny de 987 à 1025 et de Verdun de 1024 à 1025. Il est le fils d'Otton Ier, seigneur de Warcq.
Louis épouse une Adélaïde, qui donne naissance à :
- Louis II, comte de Chiny ;
- Liutgarde, mariée à Richer de Sancy.

En 1024, Raimbert, évêque de Verdun, lui donne le comté de Verdun, qu'il a lui-même repris au comte Hermann après que celui-ci se soit retiré dans un monastère. Le frère d'Hermann, Godefroy le Barbu, qui convoite la ville, l'envahit alors et tue Louis.

## Source
- Christian Settipani, La Préhistoire des Capétiens (Nouvelle Histoire généalogique de l'auguste maison de France, vol. 1), Villeneuve-d'Ascq, éd. Patrick van Kerrebrouck, 1993, 545 p. (ISBN 978-2-95015-093-6).